# 당현천
당현천(堂峴川)은 서울특별시 노원구 상계동 수락산에서 발원하여 중랑천으로 흘러드는 지방하천이다. 1983년 12월부터 하천 정비 계획이 수립되어 인공하천의 모습을 갖추게 되었으나, 2010년 10월과 2013년 6월 생태하천으로의 복원 공사를 완료하였다. 비가 올 때만 물이 흐르던 건천(乾川)이었으나, 지하철역에서 유출되는 지하수를 흘려보내 지금은 물이 항상 흐른다.